# Epping (Dakota del Nord)
Epping és una població dels Estats Units a l'estat de Dakota del Nord. Segons el cens del 2000 tenia 79 habitants.

## Demografia
Segons el cens del 2000, Epping tenia 79 habitants, 33 habitatges, i 23 famílies. La densitat de població era de 80,3 hab./km².
Dels 33 habitatges en un 30,3% hi vivien nens de menys de 18 anys, en un 63,6% hi vivien parelles casades, en un 3% dones solteres, i en un 30,3% no eren unitats familiars. En el 27,3% dels habitatges hi vivien persones soles el 12,1% de les quals corresponia a persones de 65 anys o més que vivien soles. El nombre mitjà de persones vivint en cada habitatge era de 2,39 i el nombre mitjà de persones que vivien en cada família era de 2,96.
Per edats la població es repartia de la següent manera: un 22,8% tenia menys de 18 anys, un 6,3% entre 18 i 24, un 25,3% entre 25 i 44, un 34,2% de 45 a 60 i un 11,4% 65 anys o més.
L'edat mediana era de 43 anys. Per cada 100 dones de 18 o més anys hi havia 103,3 homes.
La renda mediana per habitatge era de 29.167 $ i la renda mediana per família de 33.125 $. Els homes tenien una renda mediana de 28.542 $ mentre que les dones 23.125 $. La renda per capita de la població era de 14.167 $. Entorn del 19% de les famílies i el 22,7% de la població estaven per davall del llindar de pobresa.

## Poblacions més properes
El següent diagrama mostra les poblacions més properes.